# S 189 (sottomarino)

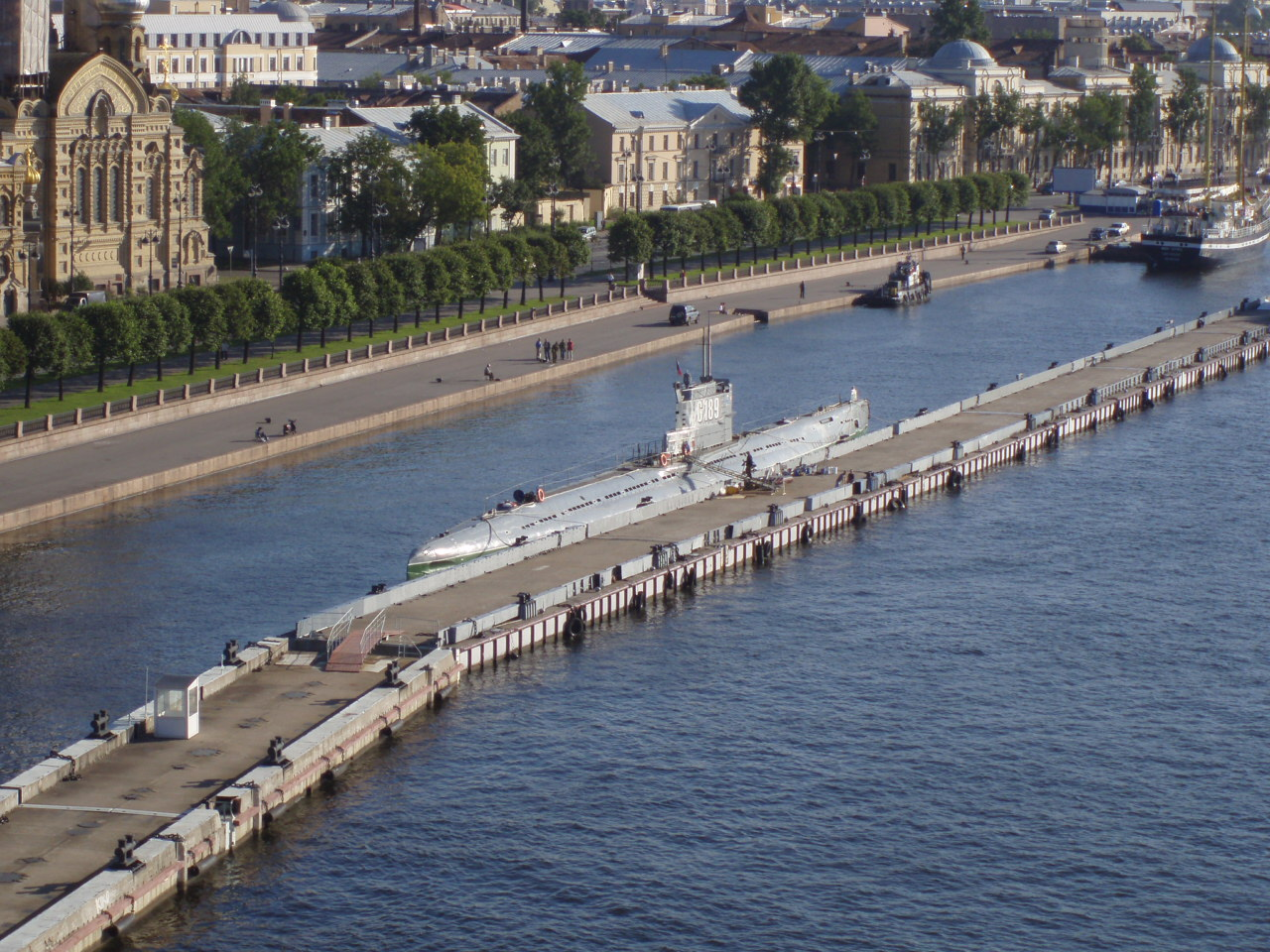
LS 189 ormeggiato sul lungoneva Tenente Schmidt

L'S 189 (in russo: С-189) è un sottomarino convenzionale a propulsione Diesel-elettrica della classe Whiskey, nome in codice NATO della serie di battelli sovietici designata come progetto 613, ormeggiato ed esposto come sottomarino musealizzato sul lungoneva di San Pietroburgo.

## Storia

### La classe Whiskey
Della classe Whiskey, che comprendeva i progetti 613, 644 e 665, ne sono stati realizzati ben 236 esemplari, che entrarono in servizio con la marina sovietica tra il 1951 ed il 1958, in piena guerra fredda. Modificati in un gran numero di varianti (anche civili) ed utilizzati per svolgere molteplici prove utili allo sviluppo di nuovi sistemi d'arma, i sottomarini di questa tipologia rimasero in servizio attivo fino al 1993.

### Servizio
Impostato sugli scali come costruzione n. 457, il 31 marzo 1954, presso il cantiere navale del Baltico dell'allora Leningrado (odierna San Pietroburgo); l'S 189 è stato varato il 4 settembre dello stesso anno e, dopo essere stato completato il 2 novembre successivo ed aver superato con successo le prove di accettazione in mare, è entrato ufficialmente in servizio con la Flotta del Baltico nel giorno della ricorrenza dei quaranta martiri di Sebaste, il 9 marzo 1955, ricevendo contestualmente la bandiera di combattimento.
Finito il ciclo di vita operativa, e ritirato dal servizio attivo, inabissatosi innanzi la banchina di ormeggio nel 1998 e il 1999, è stato poi sollevato e recuperato nel 2005 per iniziativa di alcuni suoi veterani sommergibilisti; trasformato in sottomarino museo nel 2007, ha ufficialmente aperto al pubblico il 18 marzo 2010.